# Pozsonycsákány
Pozsonycsákány (Csákány, szlovákul Čakany, németül Knitteldorf) község Szlovákiában, a Nagyszombat megye Dunaszerdahelyi járásában.

## Elnevezése
A magyar közigazgatásban a község hivatalos nevét, a vármegyei hovatartozásra utaló Pozsony- előnévvel 1907-ben hatósági úton állapították meg. Az 1994-es táblatörvény listáján, valamint a 2012-es kormányrendeletben azonban már Csákány néven szerepel.

## Fekvése
Somorjától 11 km-re északkeletre.

## Története
A települést 1254-ben említik először, amikor a Pilisi ciszterci apátság birtoka volt, melynek kolostora is állt itt. A középkori templom és kolostor az idők folyamán elpusztult. A 16. században egy pestisjárvány csaknem a teljes lakosságot kipusztította, helyükre morvaországi telepesek érkeztek, akik teljesen elmagyarosodtak.
Vályi András szerint „CSÁKÁNY. Knitteldorf. Magyar falu Poson Vármegyében, birtokosai valának a’ Cziszterczita Szerzetbéli Atyák, a’ kiknek jeles épűlettyek is vala itten, most a’ Religyiói Kintstár, fekszik napkeletre K. Magyar, Gomba, délre Csötörtöknek szomszédságokban, napnyugotra pedig Féli, és Madarászihoz nem meszsze. Nevezetes vala itten 1774. esztendőben, hogy egy paraszt Aszszony három fiút, és egy leányt szűlt vala. Határja középszerű, földgyei három nyomásbéliek, legelőjök bokros, és néhol ingoványos, földgyei néhol követsesek, második Osztálybéli”
Fényes Elek szerint „Csákány, magyar falu, Pozson vmgyében, Csötörtök mellett: 310 k. lak. Határja kavicsos, s nem igen termékeny, rétje igen kevés, erdeje nincs; juhot sokat tart; kolompért termeszt; tehenészete van. F. u. a Sz. Benedek szerzetesei.”
A trianoni békeszerződésig Pozsony vármegye Somorjai járásához tartozott. Napjainkban számos betelepülő vásárol itt házat, így a község lakossága növekszik.

## Népessége
| Év:            | 1994. | 2004.   | 2014.   | 2024.   |
| -------------- | ----- | ------- | ------- | ------- |
| Emberek száma: | 526   | 574     | 606     | 621     |
| Eltérés:       |       | +9,12 % | +5,57 % | +2,47 % |

| Év:            | 2023. | 2024.   |
| -------------- | ----- | ------- |
| Emberek száma: | 625   | 621     |
| Eltérés:       |       | -0,64 % |

1880-ban 353 lakosából 299 magyar és 42 szlovák anyanyelvű volt.
1890-ben 302 lakosából 282 magyar és 3 szlovák anyanyelvű volt.
1900-ban 347 lakosa mind magyar anyanyelvű volt.
1910-ben 393 lakosából 392 magyar anyanyelvű volt.
1921-ben 353 lakosából 339 magyar és 6 csehszlovák volt.
1930-ban 415 lakosából 401 magyar és 12 csehszlovák volt.
1941-ben 473 lakosa mind magyar volt.
1970-ben 622 lakosából 524 magyar és 98 szlovák volt.
1980-ban 544 lakosából 492 magyar és 50 szlovák volt.
1991-ben 532 lakosából 509 magyar és 21 szlovák volt.
2001-ben 561 lakosából 484 magyar és 60 szlovák volt.
2006-ban 565 lakosa volt.[forrás?]
2011-ben 570 lakosából 421 magyar és 121 szlovák volt.
2021-ben 651 lakosából 392 (+10) magyar, 1 cigány, 230 (+23) szlovák, 9 egyéb és 19 ismeretlen nemzetiségű volt.

## Nevezetességei

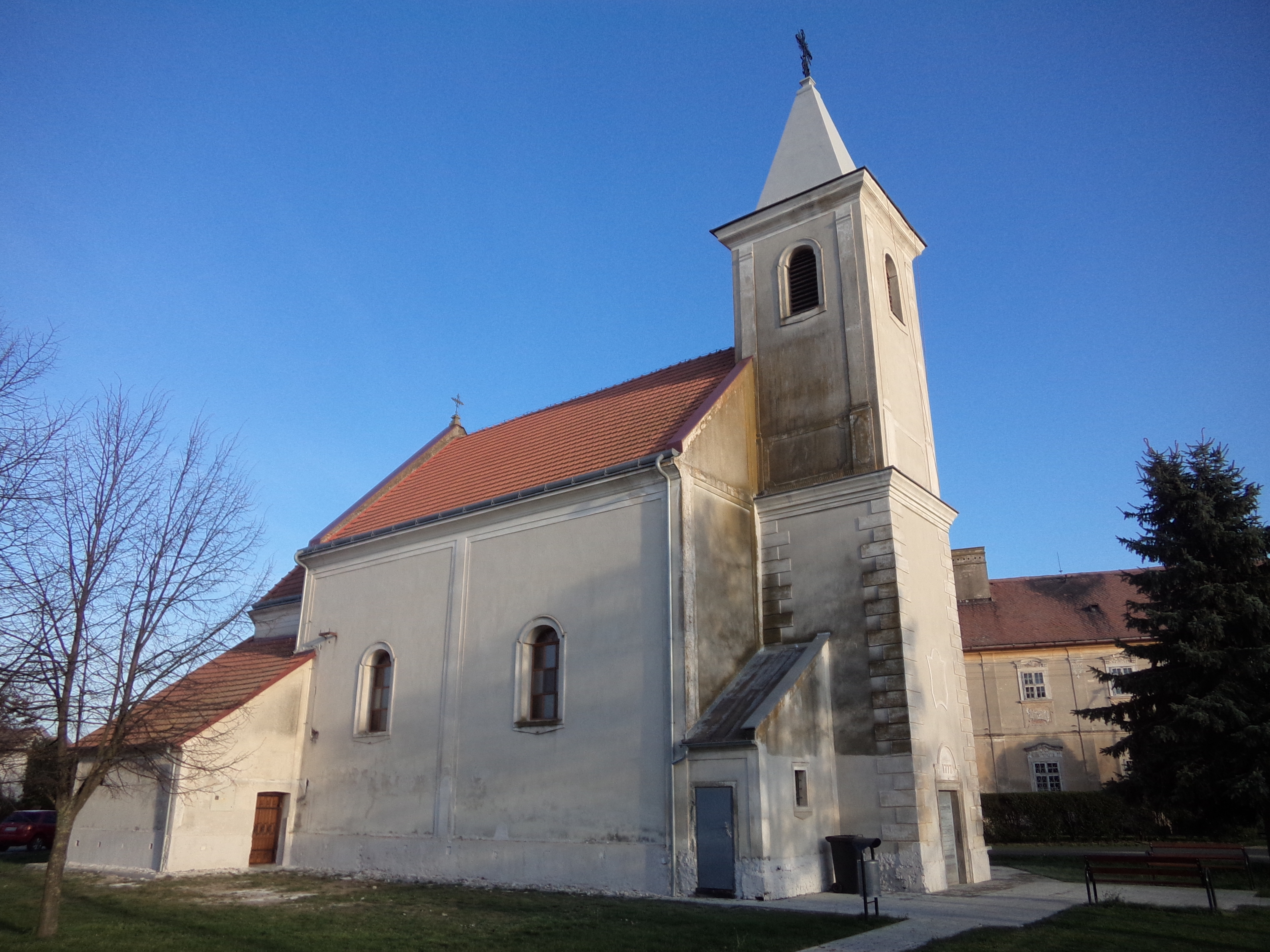
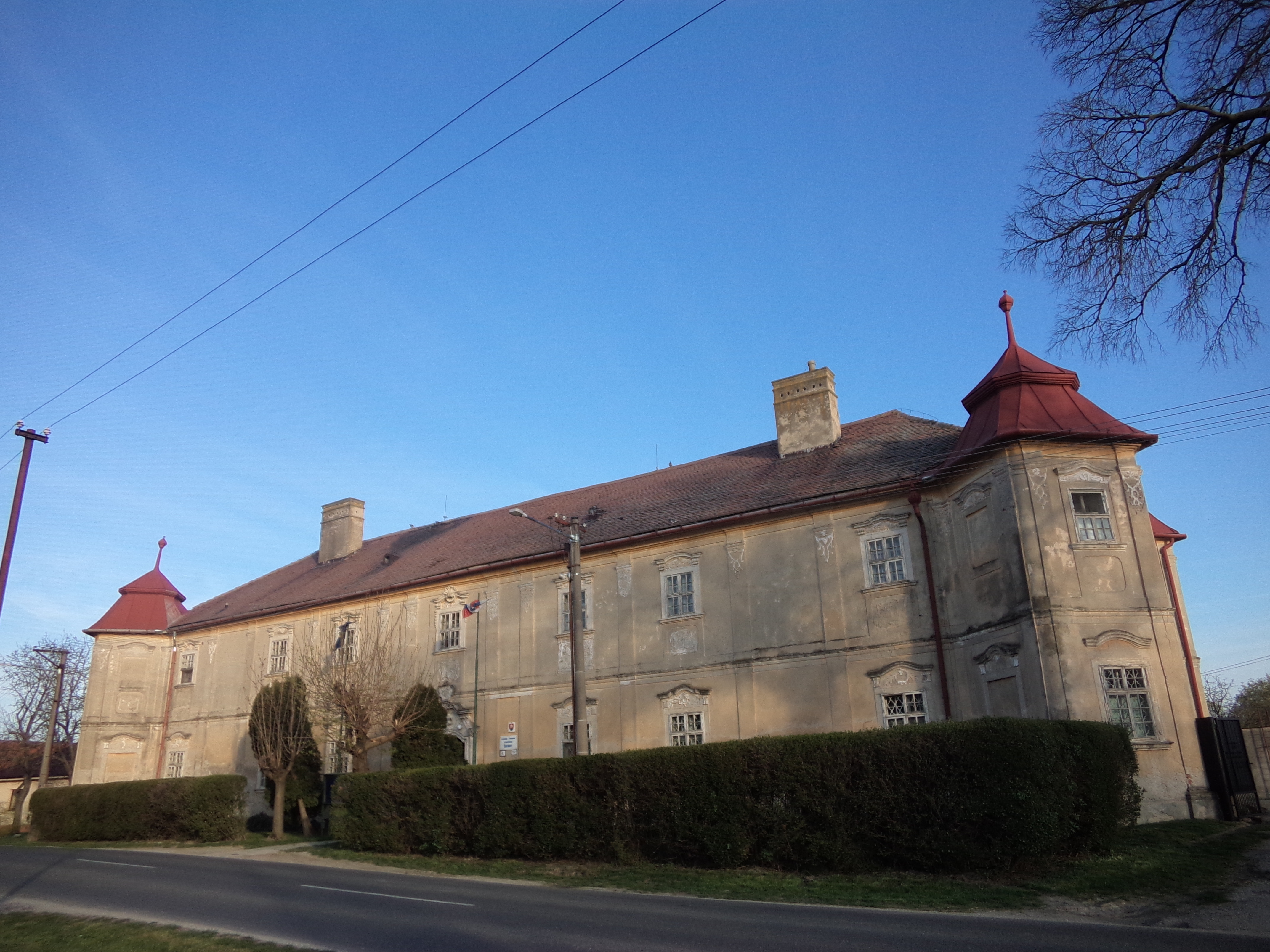
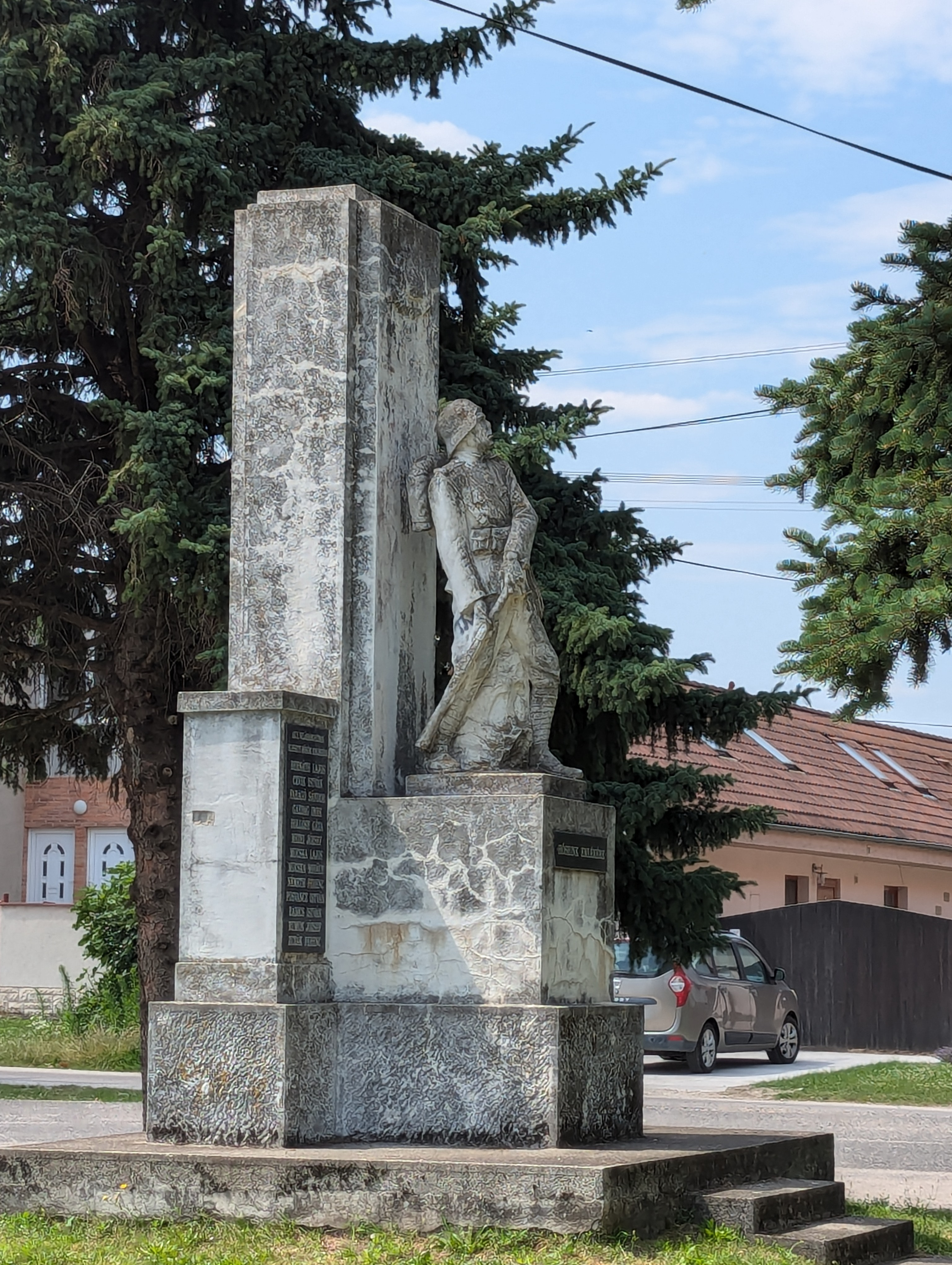
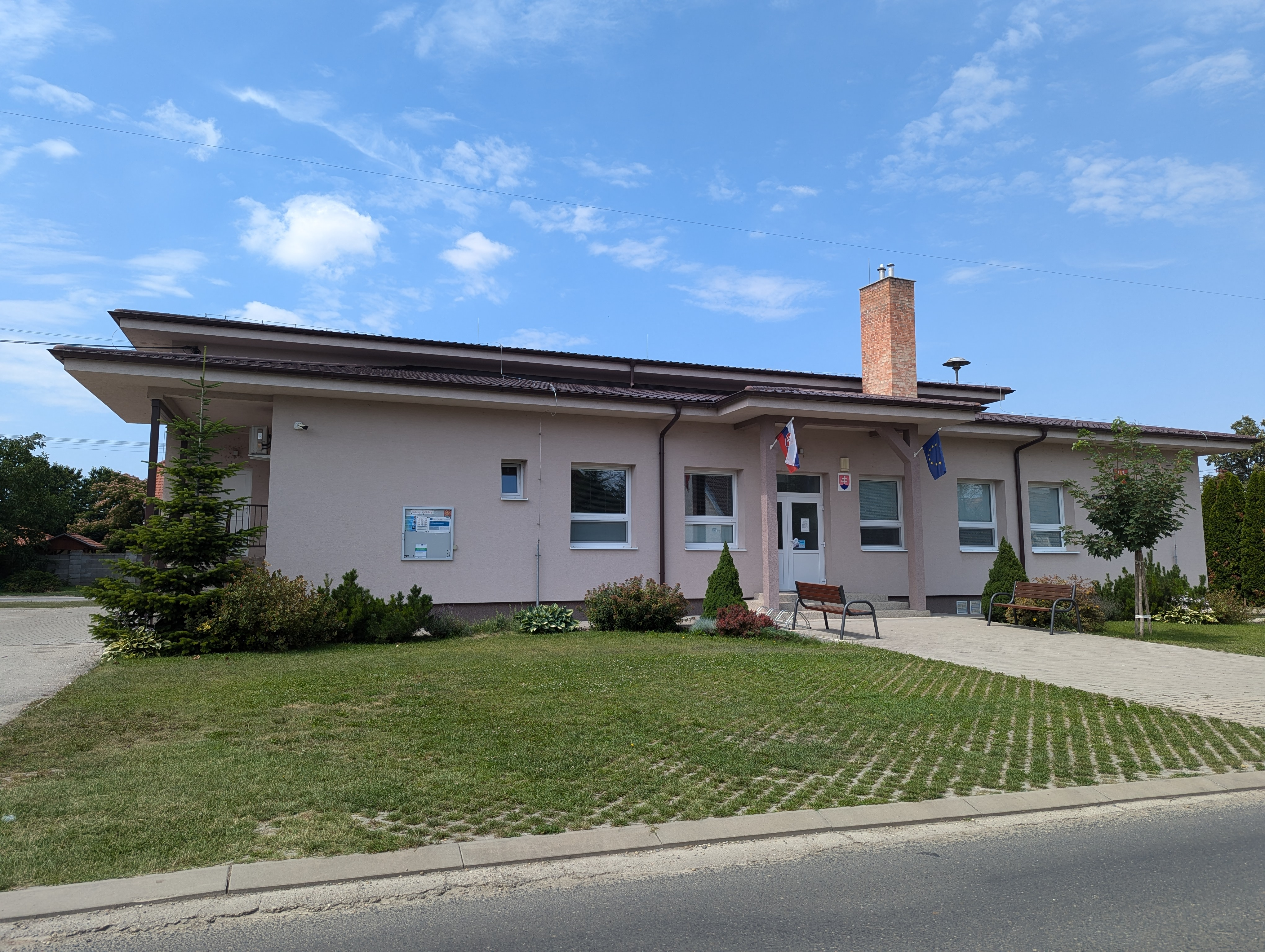

- Római katolikus templomát a 17. század végén Szelepcsényi György hercegprímás építtette, 1824-ben klasszicista stílusban alakították át.
- Négy saroktornyos barokk kastélyát ugyancsak Szelepcsényi építtette, később a cisztercita rendnek adományozta. 1902-ben az állam vásárolta meg, ma gyermekotthon.

## Külső hivatkozások
- Községinfó
- Pozsonycsákány Szlovákia térképén
- A pozsonycsákányi kastély
- A pozsonycsákányi kastély
- E-obce.sk Archiválva 2008. február 7-i dátummal a Wayback Machine-ben